# 正田誠一
正田 誠一（しょうだ せいいち、1915年〈大正4年〉5月10日 - 1974年〈昭和49年〉10月11日）は、日本の経済学者。広島県安芸郡江田島村（後の江田島市）出身。原爆歌人として知られる正田篠枝の実弟。
広島県立第一中学校（後の広島県立広島国泰寺高等学校）、旧制広島高等学校を経て、九州大学法文学部経済学科を卒業。広島高時代は同校始まって以来の秀才との評判を得ていた。その後、日本鉄鋼連合会調査部、宇品内燃機有限会社、不二越鋼材株式会社の勤務を経て、1946年（昭和21年）に九州大学の講師に就任し、後に助教授、さらに教授に昇任した。
教授職においては工業政策や社会政策講座を担当する傍ら、九州の石炭産業の分析・研究に関する論文を多く執筆した。戦後に発表した論文がアメリカ陸軍防諜部隊の忌諱に触れ、厳しい追及を受けたことが何度かある。その経緯から、姉の篠枝が広島原爆をテーマとした歌集の発行を志した際には、検閲による姉の処罰を危惧し、発行を思い留まるよう忠告したというエピソードを持つ。
1964年（昭和39年）、文部省在外研究員としてイギリスへ出張。翌1965年（昭和40年）に帰国後、九州大学経済学部長、同労働研究所長を歴任。1972年（昭和47年）、日本学術会議の会員となり、沖縄問題特別委員長を務めた。
没後、蔵書と論文が八幡大学（後の九州国際大学）に「正田文庫」として保管された。著書に『九州石炭産業史論』がある。